# Stazione di Miralago
La stazione di Miralago è una stazione ferroviaria della ferrovia del Bernina, gestita dalla Ferrovia Retica. È al servizio del comune di Miralago, frazione di Brusio. È adiacente al Lago di Poschiavo. La linea costeggia la sponda destra del lago, fino alla stazione di Le Prese.

## Storia
La stazione entrò in funzione il 1º luglio 1908 insieme alla tratta Tirano-Poschiavo della linea del Bernina della Ferrovia Retica.